# Markt Rettenbach
Markt Rettenbach è un comune tedesco di 3 690 abitanti, situato nel land della Baviera.